# European Sign Language Centre
L'European Sign Language Centre è un centro di studio sulle lingue dei segni dei membri delle comunità sorde dell'European Union of the Deaf.